# Lijst van nummer 1-hits in de UK Singles Chart in 1985
Deze hits stonden in 1985 op nummer 1 in de UK Singles Chart:
| Datum        | Artiest                        | Titel                                          |
| ------------ | ------------------------------ | ---------------------------------------------- |
| 5 januari    | Band Aid                       | Do they know it's Christmas                    |
| 12 januari   | Band Aid                       | Do they know it's Christmas                    |
| 19 januari   | Foreigner                      | I want to know what love is                    |
| 26 januari   | Foreigner                      | I want to know what love is                    |
| 2 februari   | Foreigner                      | I want to know what love is                    |
| 9 februari   | Elaine Paige & Barbara Dickson | I Know Him So Well                             |
| 16 februari  | Elaine Paige & Barbara Dickson | I know him so well                             |
| 23 februari  | Elaine Paige & Barbara Dickson | I know him so well                             |
| 2 maart      | Elaine Paige & Barbara Dickson | I know him so well                             |
| 9 maart      | Dead Or Alive                  | You spin me round (like a record)              |
| 16 maart     | Dead Or Alive                  | You spin me round (like a record)              |
| 23 maart     | Philip Bailey & Phil Collins   | Easy lover                                     |
| 30 maart     | Philip Bailey & Phil Collins   | Easy lover                                     |
| 6 april      | Philip Bailey & Phil Collins   | Easy lover                                     |
| 13 april     | Philip Bailey & Phil Collins   | Easy lover                                     |
| 20 april     | USA For Africa                 | We are the world                               |
| 27 april     | USA For Africa                 | We are the world                               |
| 4 mei        | Phyllis Nelson                 | Move closer                                    |
| 11 mei       | Paul Hardcastle                | 19                                             |
| 18 mei       | Paul Hardcastle                | 19                                             |
| 25 mei       | Paul Hardcastle                | 19                                             |
| 1 juni       | Paul Hardcastle                | 19                                             |
| 8 juni       | Paul Hardcastle                | 19                                             |
| 15 juni      | The Crowd                      | You'll Never Walk Alone                        |
| 22 juni      | The Crowd                      | You'll never walk alone                        |
| 29 juni      | Sister Sledge                  | Frankie                                        |
| 6 juli       | Sister Sledge                  | Frankie                                        |
| 13 juli      | Sister Sledge                  | Frankie                                        |
| 20 juli      | Sister Sledge                  | Frankie                                        |
| 27 juli      | Eurythmics                     | There must be an angel (playing with my heart) |
| 3 augustus   | Madonna                        | Into the groove                                |
| 10 augustus  | Madonna                        | Into the groove                                |
| 17 augustus  | Madonna                        | Into the groove                                |
| 24 augustus  | Madonna                        | Into the groove                                |
| 31 augustus  | UB40 & Chrissie Hynde          | I got you babe                                 |
| 7 september  | David Bowie & Mick Jagger      | Dancing in the street                          |
| 14 september | David Bowie & Mick Jagger      | Dancing in the street                          |
| 21 september | David Bowie & Mick Jagger      | Dancing in the street                          |
| 28 september | David Bowie & Mick Jagger      | Dancing in the street                          |
| 5 oktober    | Midge Ure                      | If I was                                       |
| 12 oktober   | Jennifer Rush                  | The power of love                              |
| 19 oktober   | Jennifer Rush                  | The power of love                              |
| 26 oktober   | Jennifer Rush                  | The power of love                              |
| 2 november   | Jennifer Rush                  | The power of love                              |
| 9 november   | Jennifer Rush                  | The power of love                              |
| 16 november  | Feargal Sharkey                | A Good Heart                                   |
| 23 november  | Feargal Sharkey                | A good heart                                   |
| 30 november  | Wham!                          | I'm your man                                   |
| 7 december   | Wham!                          | I'm your man                                   |
| 14 december  | Whitney Houston                | Saving all my love for you                     |
| 21 december  | Whitney Houston                | Saving all my love for you                     |
| 28 december  | Shakin' Stevens                | Merry Christmas everyone                       |

1952 ·
1953 ·
1954 ·
1955 ·
1956 ·
1957 ·
1958 ·
1959 ·
1960 ·
1961 ·
1962 ·
1963 ·
1964 ·
1965 ·
1966 ·
1967 ·
1968 ·
1969 ·
1970 ·
1971 ·
1972 ·
1973 ·
1974 ·
1975 ·
1976 ·
1977 ·
1978 ·
1979 ·
1980 ·
1981 ·
1982 ·
1983 ·
1984 ·
1985 ·
1986 ·
1987 ·
1988 ·
1989 ·
1990 ·
1991 ·
1992 ·
1993 ·
1994 ·
1995 ·
1996 ·
1997 ·
1998 ·
1999 ·
2000 ·
2001 ·
2002 ·
2003 ·
2004 ·
2005 ·
2006 ·
2007 ·
2008 ·
2009 ·
2010 ·
2011 ·
2012 ·
2013 ·
2014 ·
2015 ·
2016 ·
2017 ·
2018 ·
2019 ·
2020 ·
2021
- Nederland (Top 40)
- Nederland (Single Top 100)
- Nederland (Verrukkelijke 15)
- Vlaanderen (Radio 2 Top 30)
- Duitsland
- Frankrijk
- Italië
- Verenigd Koninkrijk
- Verenigde Staten (Hot 100)